# Hoşhaber, Iğdır
Hoşhaber là một thị trấn thuộc thành phố Iğdır, tỉnh Iğdır, Thổ Nhĩ Kỳ. Dân số thời điểm năm 2011 là 2.692 người.